# Renate Limbach
Renate Limbach (* 23. Oktober 1971 in Nijmegen; † 6. Juni 2006 in Zoetermeer) war eine niederländische Schachspielerin.

## Biographie
Renate Limbach war eine von zwei Töchtern von Alida Ignatia Maria van Leeuwen (* 1941) und von Antonius „Ton“ Limbach (1938–2007); ihr Vater war Schulrat. Ton Limbach brachte seiner Tochter das Schachspiel bei. Da sie eine hervorragende Schülerin war, der das Lernen leicht fiel, konnte sie viel Zeit am Schachbrett verbringen. Im Alter von zehn Jahren wurde sie Mitglied der Apeldoorns Schaakgenootschap und nahm an Turnieren teil. 1986 wurde sie niederländische Mädchenmeisterin in der Kategorie bis 16 Jahre. Das Veluws College, das sie von 1984 bis 1990 besuchte, gab ihr die Möglichkeit, Sport und Schule zu verbinden.
1987 und 1989 wurde Renate Limbach niederländische Schnellschachmeisterin bei den Mädchen. Bei der Jugendweltmeisterschaft U16 in Innsbruck kam sie mit 6 Punkten aus 11 Partien auf Platz 7.
1990 wurde Limbach im Alter von 19 Jahren niederländische Meisterin der Frauen. Im selben Jahr startete sie bei der Juniorenweltmeisterschaft der bis zu 20-jährigen Mädchen in Santiago de Chile. Sie errang in 13 Partien 6,5 Punkte, obwohl sie erkrankt war. Ebenfalls 1990 gehörte sie zum niederländischen Juniorenteam für den Faber Cup, ein Turnier für Jugend-Ländermannschaften in Arnhem, das die Niederlande gewannen, sowie zu der niederländischen Damenschaft bei der Schacholympiade der Frauen in Novi Sad, bei der sie am 3. Brett 3,5 Punkte aus 8 Partien erzielte. Bei der niederländischen Frauenmeisterschaft 1991 konnte sie ihren Titel nicht verteidigen und kam auf Platz 4.
Nach dem Abitur studierte Limbach Kognitionswissenschaft an der Katholischen Universität Nijmegen und spielte weiterhin Schach, so mit Unterstützung der Universität bei der Weltmeisterschaft für Mädchen bis 20 Jahre in Mamaia 1991, in der sie 7 Punkte aus 13 Partien erzielte. In Nijmegen wurde sie Mitglied der Schachvereinigung Strijdt met Beleid, wo sie Mannschaftsführerin der Schachmannschaft war, die damals in der ersten Liga spielte. Sie war Trainerin von Jugendlichen, die sie auch bei internationalen Veranstaltungen betreute. Für den Königlich Niederländischen Schachbund (KNSB) entwickelte sie eine Ausbildungsstruktur für Schachtrainer, vertrat die Interessen des Frauenschachs und war im Ausschuss Jugendschach aktiv. Sie spielte in zwei Zonenturnieren: In Oisterwijk 1991 kam sie mit 6 Punkten aus 9 Partien auf Platz 5, in Delden 1993 mit 5,5 Punkten aus 9 Partien auf Platz 6.
2001 promovierte Renate Limbach mit der Dissertation zum Thema Supporting Instructional Designers, in der sie auch auf Probleme aus dem Schach einging. Während der Arbeit an ihrer Dissertation war sie beim SK Turm Emsdetten in Deutschland aktiv. Mit der Frauenmannschaft dieses Vereins errang sie in der Saison 2000/01 den nationalen Titel von Deutschland.
Ebenfalls seit 2001 lebte Limbach in einer Beziehung, die kinderlos blieb. Sie wird als beliebte Frau mit „sehr netter“ Persönlichkeit geschildert, die sozial, engagiert, enthusiastisch und immer gut gelaunt gewesen sei. Beim Schachspiel allerdings sei sie eine „echte Angreiferin“ gewesen. Ihre beste Elo-Zahl 2180 erreichte sie im Juli 1993.
Nach ihrer Promotion wurde Limbach Referentin für Bildung der VVD-Fraktion (Volkspartij voor Vrijheid en Democratie) in der Zweiten Kammer der Generalstaaten. 2003 wechselte sie ins Bildungsministerium, wo sie zur stellvertretenden Hochschulinspektorin ernannt wurde. Völlig unerwartet starb Renate Limbach am 6. Juni 2006 im Alter von 34 Jahren in ihrem Wohnort Zoetermeer; die Todesursache ist öffentlich nicht bekannt.

## Ehrungen
Wegen des Gewinns des nationalen Frauentitels im Schach im Jahre 1990 erhielt Renate Limbach im Jahr darauf den Silbernen Rathauspfenning der Gemeinde Apeldoorn. Der Weltschachverband FIDE verlieh ihr 1991 den Titel Internationaler Meister der Frauen (WIM). Posthum ernannte der deutsche Schachklub Turm Emsdetten sie 2006 zum Ehrenmitglied. Von 2006 bis 2008 veranstaltete der Stichts-Gooise Schaakbond die Renate Limbach Dutch Rapid Championship für Frauen und für Mädchen.